# Vaahterus
Vaahterus eller Vahterusjärvi är en sjö i Finland. Den ligger i kommunerna Ruokolax och Rautjärvi i landskapet Södra Karelen, i den sydöstra delen av landet, 250 km nordost om huvudstaden Helsingfors. Vaahterus ligger 102,1 meter över havet. I omgivningarna runt Vaahterus växer i huvudsak blandskog. Den är 33 meter djup. Arean är 2,35 kvadratkilometer och strandlinjen är 19,26 kilometer lång. Sjön  ingår i Vuoksens huvudavrinningsområde. 
I övrigt finns följande i Vaahterus:
- Parkinsaari (en ö)